# Castello di Torrate
Das Castello di Torrate ist die Ruine einer mittelalterlichen Niederungsburg in Torrate, einem Ortsteil von Chions in der italienischen Region Friaul-Julisch Venetien.

## Geschichte
Der Ursprung der Burg liegt vermutlich in einer alten Festung, die um das Jahr 1000 in Folge der Einfälle der Hunnen an der Straße von San Vito al Tagliamento nach Motta di Livenza errichtet worden war.
Vom 12. bis zum 14. Jahrhundert war sie in Besitz der Familie Sbrojavacca, Lehensnehmern des Patriarchats von Aquileia. 1251 wurde sie von den Truppen von Alberigo da Romano belagert und eingenommen, aber wenig später von den Truppen des Patriarchats zurückerobert und erneut den Lehensnehmern übereignet.
1511 wurde das Castello di Torrate von den Truppen von Leonardo di Prodolone, einem Rebellen gegen die Republik Venedig, grundlegend geplündert.
Anfang des 19. Jahrhunderts sorgte ein radikaler Umbau unter der Leitung des Architekten Francesco Maria Preti dafür, dass die Burg das Erscheinungsbild einer Residenz annahm, und 1820 wurde sie teilweise abgerissen, wobei nur der Turm mit quadratischem Grundriss erhalten blieb.
Ebenfalls erhalten blieb die Kirche San Giuliano, die 1332 errichtet und 1661 wiederaufgebaut worden war. Sie war früher in die Burg integriert und der Abtei von Sesto unterstellt. 1818 fiel sie unter die Gerichtsbarkeit des Bistums Concordia-Pordenone. Ihr mit Zinnen versehener Glockenturm wurde 1934 erbaut.